# Équilibre économique

Équilibre entre offre et demande, en concurrence, et situation lorsque l’État impose un prix plafond.

En économie, le concept d'équilibre économique sur un ou plusieurs marchés désigne un vecteur de variables, généralement des prix qui égalisent l'offre et la demande sur l'ensemble des marchés considérés.
Cette désignation d'ensemble recouvre en fait des concepts d'équilibre très différents, qui présentent des propriétés différentes et appartiennent à des cadres d'analyse parfois éloignés.

## L'équilibre par les prix
L'équilibre économique n'est jamais l'équilibre comptable.

### Équilibre partiel
L'équilibre partiel constitue le concept d'équilibre économique le plus fréquent dans la recherche économique. L'équilibre partiel est alors défini comme le vecteur de prix (en général un seul prix) qui égalise l'offre et la demande sur le seul marché considéré.
Un raisonnement en équilibre partiel suppose donc que l'on considère comme négligeables les effets induits sur le reste de l'économie par l'allocation des facteurs de production issue de l'équilibre sur le marché considéré.

### Équilibre général
La théorie de l’équilibre général est une branche de la microéconomie. Elle cherche à expliquer comment se fixe le niveau de production et de consommation des biens et les prix dans une économie.